# Ołena Kraweć
Ołena Jurijiwna Kraweć (ukr. Олена Юріївна Кравець, ur. 1 stycznia 1977 w Krzywym Rogu) – ukraińska aktorka, producentka i prezenterka telewizyjna. Dyrektorka wykonawcza Studia „Kwartał 95” od 2000.    

## Życiorys
Jej rodzice, Jurij i Nadija Malaszenko, pracowali jako metalurg i ekonomistka.
W 1997 dołączyła jako aktorka do zespołu kabaretowego KWN „95. kwartał”. Od 2000 pełni funkcję dyrektorki wykonawczej jego kontynuacji Studia „Kwartał 95”, znanego m.in. z produkcji programów rozrywkowych.
Grała w kilku filmach telewizyjnych i kinowych, m.in. Oczeń nowogodnieje kino, ili Nocz w muzieje (2007), Czudo (2009), Kak kazaki (2010) czy Wełyka prohulanka (2022).
W 2016, będąc w drugiej ciąży, stworzyła markę odzieży ciążowej ONE SIZE by Lena Kravets.
Od 2024 na portalu YouTube prowadzi razem z córką Mariją podcast.

## Życie prywatne
21 września 2002 poślubiła producenta Serhija Krawcia, którego nazwisko przyjęła. Para ma troje dzieci: Mariję (ur. 2003) oraz bliźnięta Iwana i Katerynę (ur. 2016).